# Сентендре
Се́нтендре (венг. Szentendre) — город в центральной части Венгрии, в медье Пешт, в 20 км от к северо-западу от Будапешта, на правом берегу Дуная. Город основали в XVII веке сербы[уточнить], спасавшиеся от смуты в своей стране, вызванной турецким нашествием. Ныне Сентендре известен как город художников со множеством галерей и мастерских.

## История
Сентендре был основан в XI веке[уточнить] под латинским названием Sanctus Andreas, хотя ещё в I веке на этом месте стоял военный лагерь древних римлян и крепость Ульцизия-Кастра. В конце XIV века в Сентендре появились сербы и греки, бежавшие от турок. Среди беженцев было много купцов и ремесленников, что способствовало процветанию городка, которому однако помешали эпидемия чумы и наводнения. 
Новый расцвет Сентендре обеспечили художники, открывшие идиллическое местечко в 1900-е годы. В настоящее время большинство художников, обитавших в Сентендре, перенесли свои мастерские в Будапешт, однако Сентендре по-прежнему славится многочисленными художественными галереями и музеями и стал популярным туристическим направлением.
В Этнографическом музее Сентендре был в 2018—2020 годах снят фильм «Посмертно», получивший 23 награды на национальных и международных фестивалях и выдвинутый Венгрией на соискание американской кинопремии Оскар в 2022 году.

## Достопримечательности

### Православные и католические храмы
- Благовещенская церковь
- Церковь Богоявления
- Преображенская церковь
- Белградский собор
- Пожаревацкая церковь
- Церковь Святого Иоанна Крестителя
- Католический храм Святых Петра и Павла
- другие

#### Галерея

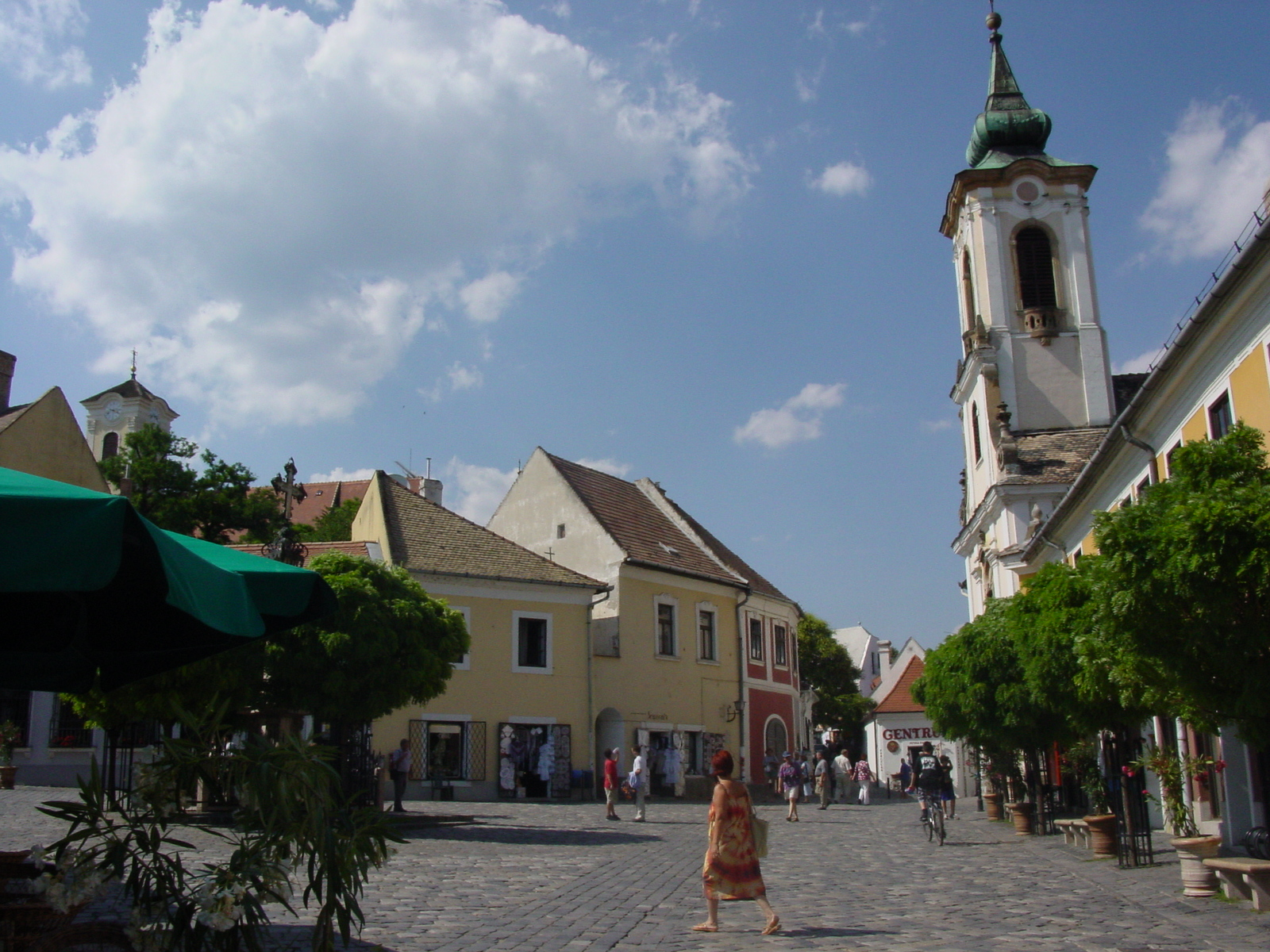
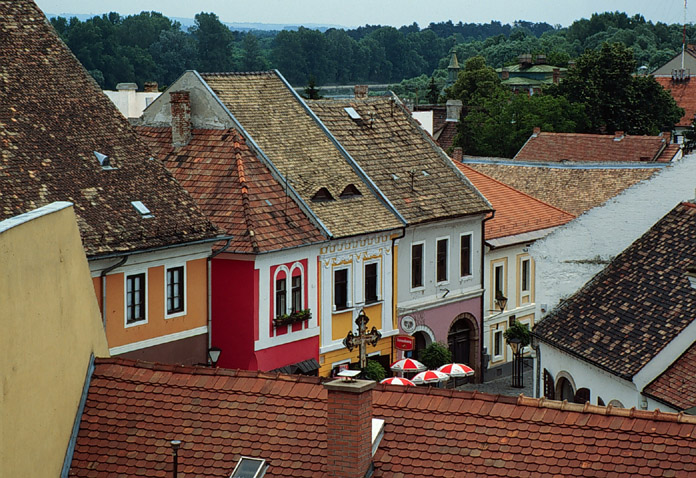
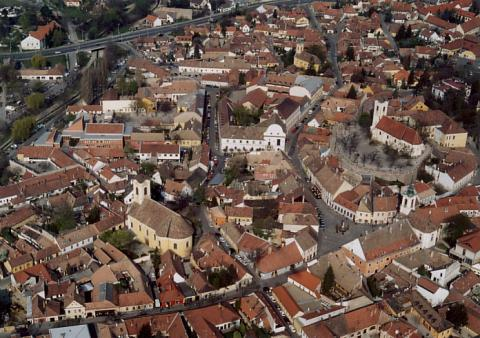
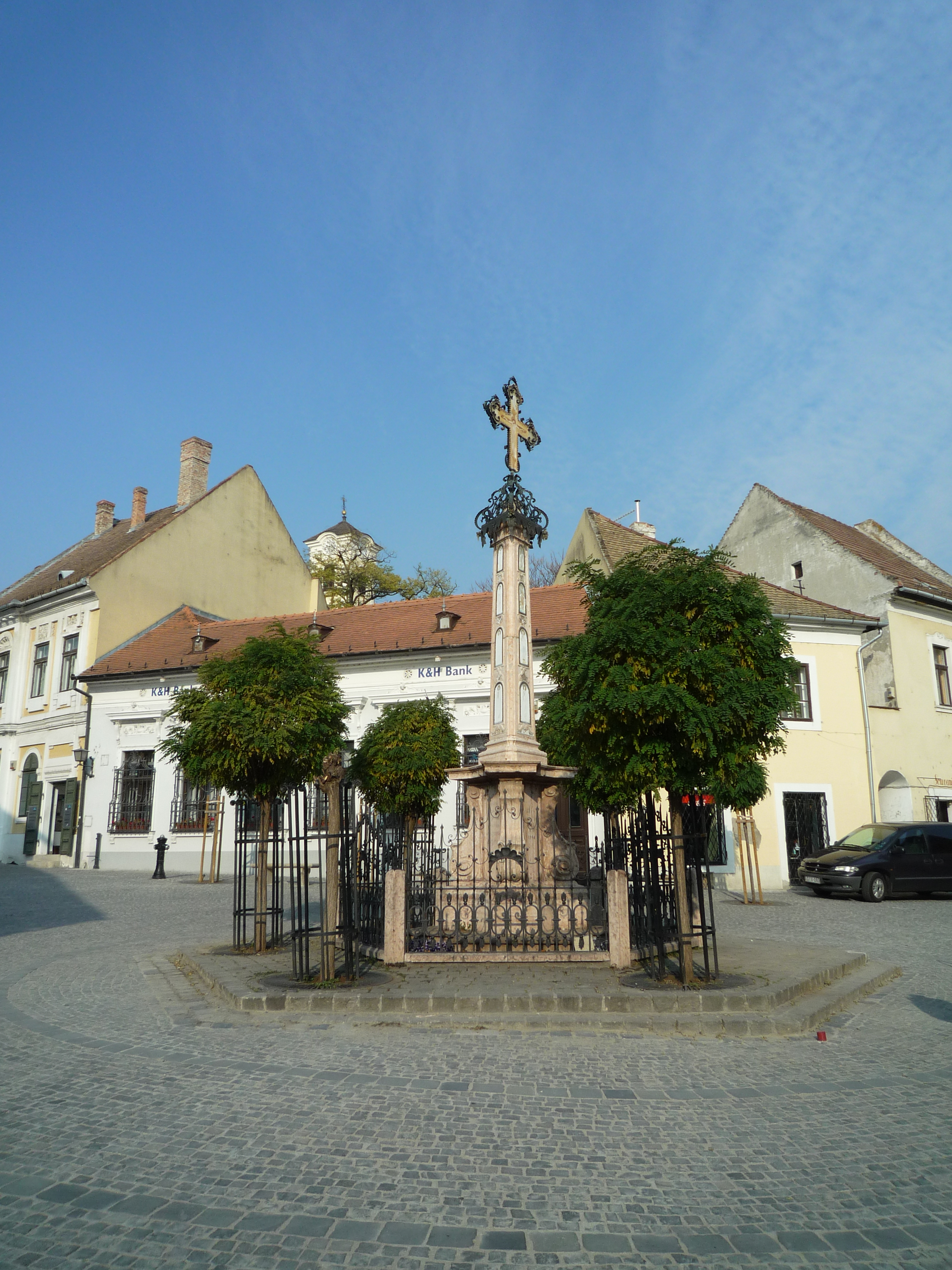

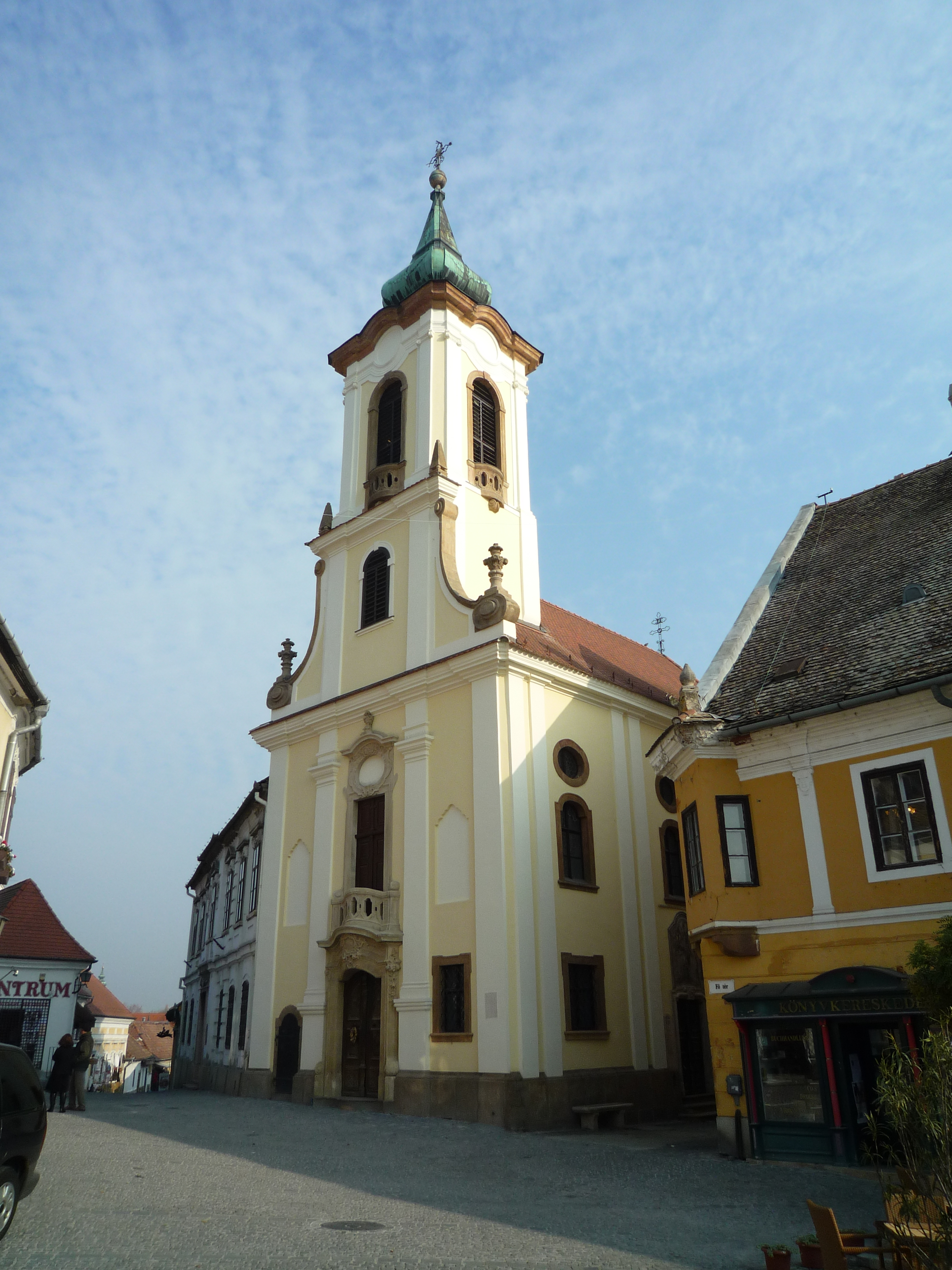
Благовещенская церковь
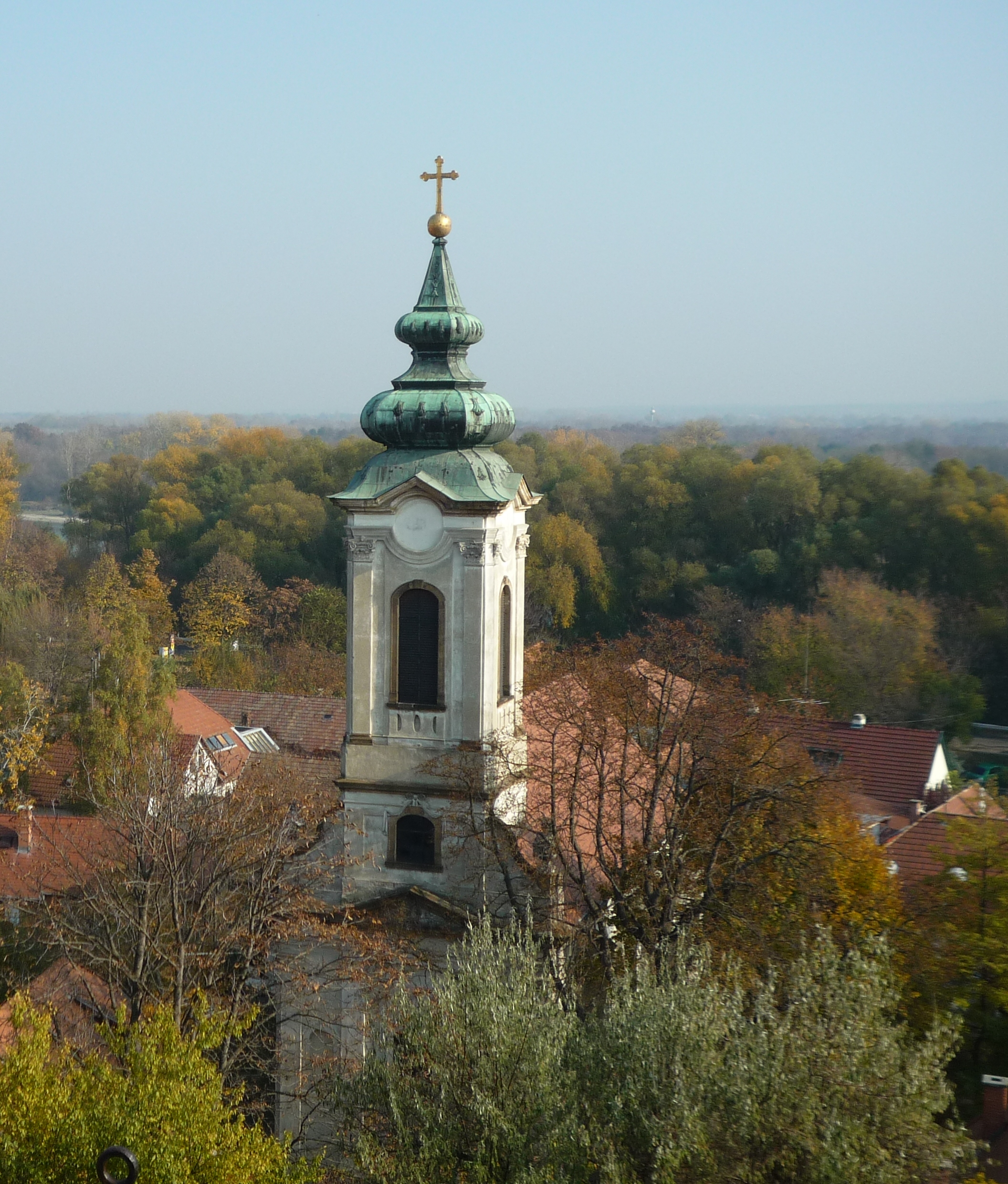
Преображенская церковь
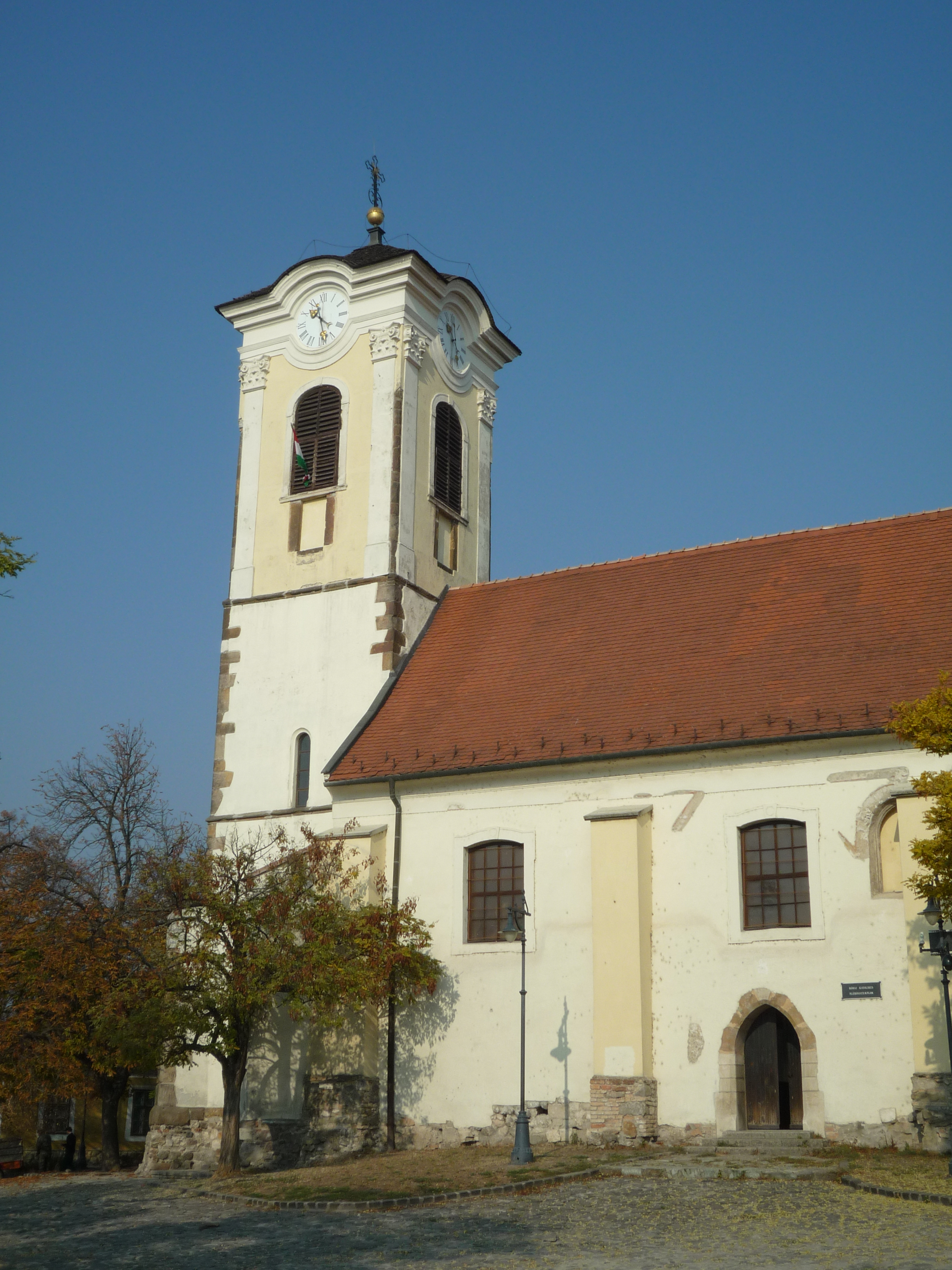
Католическая церковь
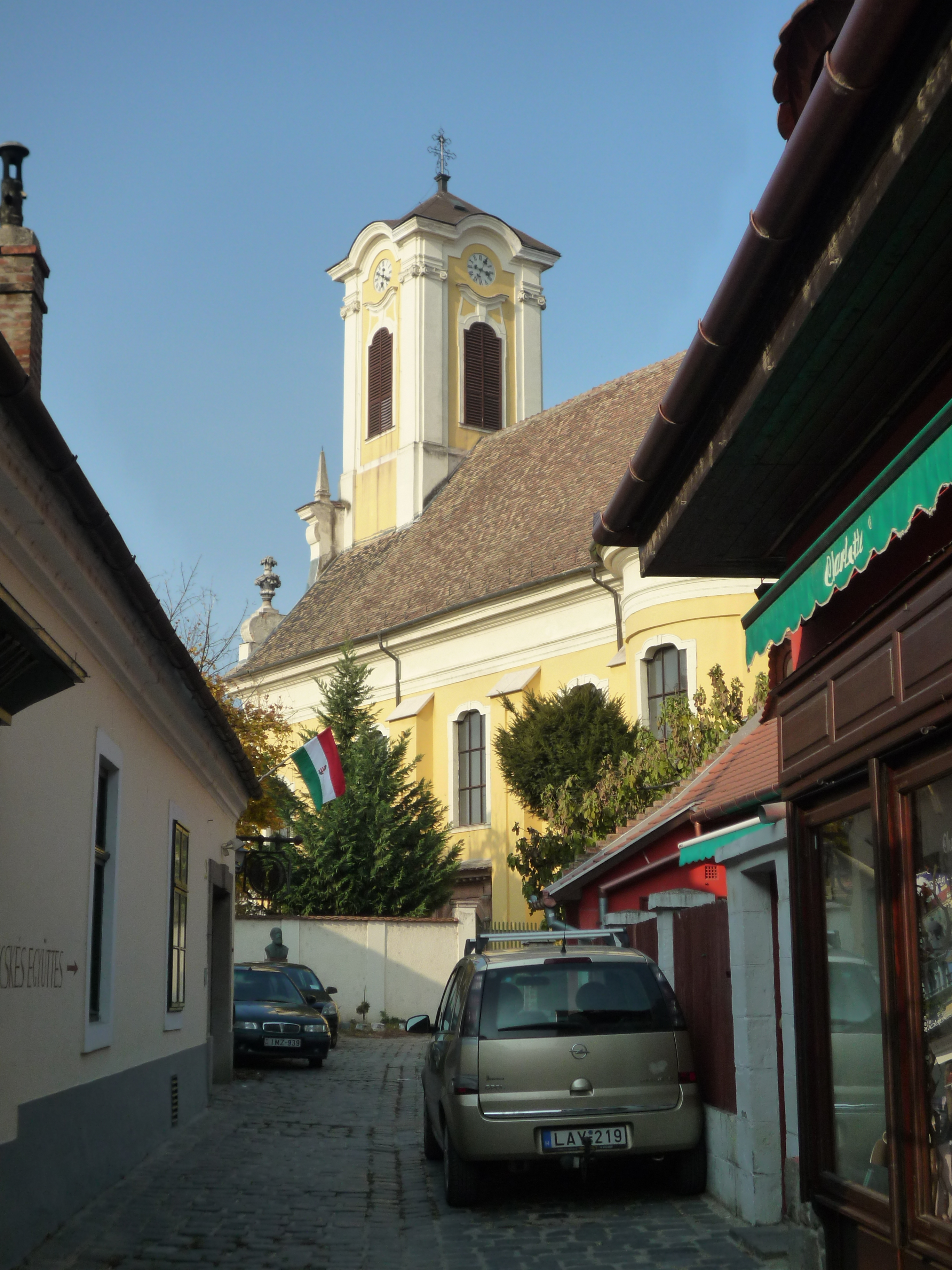
Католический храм Святых Петра и Павла

### Музеи
- Музей общественного транспорта Будапешта
- Дом-музей семьи Санто
- Музей Лайоша Вайды
- Музей Кароя Ференци
- Музей марципана
- Музей вина
- Музей керамики Маргит Ковач
- Музей сербского православного искусства
- Музей Яноша Кметти
- Музей Белы Цобеля
- Коллекция Енё Барчая
- Музей Имре Амоша и Анны Маргит
- Этнографический музей под открытым небом
- Кондитерская Добош

## Транспорт
Из Будапешта в Сентендре каждые 20 минут отправляются пригородные электрички HÉV от станции на площади Баттяни. Автобусное сообщение между Будапештом и Сентендре организовано от автовокзала у станции метро Уйпешт-Варошкапу. Время в пути составляет приблизительно 30 мин. Автобусное сообщение есть с городом Эстергом. 

## Население
| Год  | Численность | Численность |
| ---- | ----------- | ----------- |
| 2013 | 25 274      | [ 4 ]       |
| 2014 | 25 324      | [ 5 ]       |
| 2018 | 26 447      | [ 6 ]       |
| 2022 | 28 524      | [ 7 ]       |
| 2023 | 28 494      | [ 8 ]       |
| 2024 | 28 444      | [ 1 ]       |

## Города-побратимы
- Вертхайм, Германия
- Губбио, Италия[9]
- Залэу, Румыния (1990)[10]
- Калиш, Польша
- Салон-де-Прованс, Франция (8 мая 1997)[11]
- Стариград, Хорватия